# BL 6-Inch-Schiffsgeschütz Mk XII
Das BL 6 Inch Mk XII war ein britisches Schiffsgeschütz. Das Kaliber betrug 6 Inch, das heißt 152 Millimeter (mm) bei einer Kaliberlänge von 45, was einer Geschützrohrlänge von 6,86 m entspricht. Es wurde als Hauptbewaffnung auf Kreuzern und als Sekundärbewaffnung auf Dreadnoughts der Royal Navy und der Royal Australian Navy eingesetzt.

## Verwendung
Das BL 6 Inch Mk XII löste das frühere Kaliber-50-Schiffsgeschütz BL 6 Inch Mk XI auf vielen Schiffen der Royal Navy ab, da dieses sich vor allem auf den Leichten Kreuzern als zu unhandlich erwiesen hatte. Zu Beginn des Ersten Weltkriegs war es das modernste britische 152-mm-Geschütz. Es wurde überwiegend in Einzellafettierung montiert. Auf Grund des geringen Höhenrichtbereichs von 40° eignete es sich nicht zur Flugabwehr.

### Einheiten

#### Als Hauptbewaffnung
(Aufzählung unvollständig)
- Swift (nach Umbau)

Leichte Kreuzer:
- Arethusa-Klasse
- Birmingham-Klasse
- C-Klasse
- Danae-Klasse
- Emerald-Klasse

Monitore:
- M29-Klasse
- Abercrombie-Klasse

#### Als Sekundärbewaffnung
(Aufzählung unvollständig)
- Revenge-Klasse
- Queen-Elizabeth-Klasse

### Munition
| Projektil und Gewicht | CPBC 2crh 45,3 kg CPC 4 crh 45, 3 kg HE 4crh 45,3 kg HE 6crh 50, 8kg |
| Sprengladung          | CPC 3,4 kg                                                           |
| Treibladung           | Standard Ladung SC 122 12,3 kg Super Charge SC 150 15,5 kg           |

### Lafetten
| Bezeichnung | Art      | Gewicht | Höhenrichtbereich |
| PVII        | Einzel   | 14,35   | -7 – + 15         |
| PXII*       |          | 14,12   | -7 – + 15         |
| PXIII       |          |         |                   |
| PXIII*      |          |         |                   |
| PXIII **    |          |         |                   |
| PIX         |          | 13,59   | -7 – + 14         |
| CPXIV       |          | 15,06   | -5 – + 40         |
| CPXVI       |          |         |                   |
| CPXIII      |          | 14,7    | -7 – + 30         |
| XVI         | Zweifach |         | -5 – + 40         |
| XVII        | Zweifach |         | -5 – + 40         |
| XIII**      |          |         | -7 – + 30         |
| XIII*       |          |         | -7 – + 30         |